# Картошкина, Наталия Фёдоровна
Наталия (Наталья) Фёдоровна Картошкина (1910—?) — звеньевая колхоза «Ильич» Болховского района Орловской области, Герой Социалистического Труда.

## Биография
Родилась 15 августа 1910 года в крестьянской семье в деревне Курасова Болховского уезда Орловской губернии.
Окончив в 1922 году местную начальную школу, пошла работать в колхоз: выполняла полевые работы, ухаживала за птицей и скотиной. Осенью 1937 года Наталья уехала в Москву, где устроилась работать на завод № 58, который занимался изготовлением полигонного и учебного оборудования.
Когда началась Великая Отечественная война, вернулась на родину. Её родное село находилось в полутора километрах от линии фронта, и в нём часто бывали немецкие захватчики. Не желая подчиняться оккупантам, Наталья вместе с подругами сбежала в незанятое немцами село Красильниково, где они принимали участие в уборке хлеба и других сельскохозяйственных работах.
В августе 1943 года Болховский район был освобожден от немцев и Наталья Картошкина вернулась в родное село. В трудные годы восстановления народного хозяйства сначала трудилась на обмолоте хлеба, затем много лет занималась выращиванием южной конопли. Когда она стала звеньевой, её бригада сначала работала на обмолоте хлеба, затем снова перешла на выращивание южной конопли. За получение высокого урожая волокна южной конопли 30 марта 1948 года Наталье Федоровне Картошкиной было присвоено звание Героя Социалистического Труда с вручением ордена Ленина и Золотой Звезды
«Серп и Молот».
В 1949 году Н. Ф. Картошкина представляла свой колхоз и Орловскую область на Первой Всесоюзной конференции сторонников мира, которая проходила в Москве. Она была награждена вторым орденом Ленина и медалями.
Дата и место её смерти неизвестны.

## Награды
- Медаль «Серп и Молот» (30.03.1948)
- Два Ордена Ленина
- Медали, в числе которых «За доблестный труд в Великой Отечественной войне 1941—1945 гг.»